# Fantômette et la Dent du Diable
Fantômette et la Dent du Diable est le 11e roman de la série humoristique Fantômette créée par Georges Chaulet.
Le roman, publié en 1967 dans la Bibliothèque rose des éditions Hachette, comporte 184 pages. Il évoque la prise en otages en Savoie d'une classe de neige (dont Françoise, Ficelle et Boulotte), qui ne sera libérée que contre une forte rançon.

## Notoriété
De 1961 à 2000, les ventes cumulées des titres de Fantômette s'élèvent à 17 millions d'exemplaires, traductions comprises.
Le roman Fantômette et la Dent du Diable a donc pu être vendu à environ 200 000 exemplaires.
Comme les autres romans, il a été traduit en italien, espagnol, portugais, en flamand, en danois, en finnois, en turc, en chinois et en japonais.

## Personnages principaux
- Françoise Dupont / Fantômette : héroïne du roman
- Ficelle : amie de Françoise et de Boulotte
- Boulotte : amie de Françoise et de Ficelle
- Le Furet : bandit, ennemi de Fantômette
- Le prince d'Alpaga et Bulldozer : hommes de main du Furet

## Résumé
Remarque : le résumé est basé sur l'édition cartonnée non abrégée parue en 1967 en langue française.
- Mise en place de l'intrigue (chapitres 1 à 4)

Ficelle, Boulotte et Françoise se rendent en classe de neige en Savoie avec leurs camarades de classe féminines. Les jeunes filles vont résider au Chalet du Diable, presque au sommet d'une montagne appelée localement la « Dent du Diable ». Dès la première nuit, Fantômette (Françoise) vadrouille dans les couloirs obscurs. Elle découvre des choses étranges qui se déroulent, sous l’égide de trois ennemis qu'elle a déjà combattus dans le passé : le Furet, le prince d'Alpaga et leur homme de main Bulldozer.
- Aventures et enquête (chapitres 4 à 11)

Dès le lendemain, les trois moniteurs, enlevés la nuit par les trois bandits, ont disparu, et ont été remplacés par les bandits, devenus pour l'occasion moniteurs ! Et des événements étranges se produisent : toutes les piles des transistors des jeunes gens ont été volées. 
Puis le jour suivant, la télévision ne fonctionne plus et le téléphone est coupé. Le Furet organise une sélection des meilleures élèves : il s'agit d'aller d'un point à un autre sans se faire remarquer. Françoise gagne facilement l'épreuve. La nuit suivante, Fantômette finit par découvrir l’endroit où les moniteurs ont été faits prisonniers et ose même cambrioler la chambre du Furet. Le Furet organise ensuite un autre « jeu » visant à traverser un précipice au moyen d'une corde. Françoise a bien compris que le Furet ourdit un plan : mais lequel ? 
C'est alors que le Furet passe à l'attaque. Sous le pseudonyme d’« Abominas », il annonce à la police et à la presse que la classe de neige est sous son contrôle et que les jeunes filles ne seront délivrées qu’en échange d'une forte rançon. Celle-ci doit être versée le lendemain à 7 h du matin. Mais comment le Furet envisage-t-il de quitter la station de neige, qui n'est accessible que par deux moyens, le téléphérique et un sentier ?
- Dénouement et révélations finales (chapitres 12 à 15, et épilogue)

Les autorités acceptent de payer la rançon, supposant que par la suite le Furet et ses complices seront facilement arrêtés, puisqu'ils n'ont aucun moyen de fuite. En réalité, le Furet a trouvé un moyen : il s'agit de passer au-dessus du précipice sur lequel il a installé un mécanisme de propulsion d'une berge à l’autre. La remise de la rançon a donc lieu ; c'est Ficelle qui a été choisie par le Furet pour aller chercher le paquet contenant les billets de banque (le Furet a dit à Ficelle, qui l'a cru, qu'il s'agissait de billets et de cadeaux pour une tombola). Les moniteurs sont libérés et remis à la police. Ils ont la tête bandée, compte tenu des coups subis. L'un des moniteurs explique au commissaire de police chargé de l'opération l'endroit par où le Furet compte fuir. 
Il s'agit en fait d'une ruse : les trois prétendus moniteurs sont le Furet et ses deux complices. Ils s'emparent de la voiture puissante du commissaire et s'enfuient avec le colis contenant la rançon. Mais le colis ne contient en fait rien de tel : Fantômette a enjoint à Ficelle de remplacer les billets par de vieux magazines et Ficelle a obtempéré. Le Furet décide de retourner au Chalet du Diable pour récupérer la rançon auprès de Ficelle. Là, les bandits sont faits prisonniers.

## Appréciation critique
Pierre Bannier, dans son essai Les microsociétés de la littérature pour la jeunesse - L'exemple de Fantômette, indique en page 141 :
« C'est bien sûr la station des Alpes Chamonix (qui devient ici Chamoix) et ses alentours qui ont donné à l'auteur l'idée d'un nouveau lieu pour les aventures de son héroïne. De l’avis de nombreux lecteurs, l'un des meilleurs romans. »

## Autour du roman
Fantômette retournera en Savoie dans le roman Fantômette et le Masque d'argent paru en 1973 (l'auteur y évoquera d'ailleurs les aventures de Françoise/Fantômette à la Dent du Diable).